# Amblyseius alpinia
Amblyseius alpinia är en spindeldjursart som beskrevs av Tseng 1983. Amblyseius alpinia ingår i släktet Amblyseius och familjen Phytoseiidae. Inga underarter finns listade i Catalogue of Life.